# زاك جيبسون (مصارع محترف)
زاك جيبسون (بالإنجليزية: Zack Gibson)‏ هو مصارع محترف بريطاني، ولد في 8 أغسطس 1990 في ليفربول في المملكة المتحدة.

## وصلات خارجية
- زاك جيبسون على موقع دبليو دبليو إي (الإنجليزية)
- زاك جيبسون على موقع WrestlingData.com (الإنجليزية)
- زاك جيبسون على موقع CageMatch worker (الإنجليزية)
- زاك جيبسون على موقع قاعدة بيانات المصارعة على الإنترنت (الإنجليزية)
- زاك جيبسون على موقع عالم المصارعة على الإنترنت (الإنجليزية)
- زاك جيبسون على موقع عالم المصارعة على الإنترنت (الإنجليزية)
- زاك جيبسون على موقع IMDb (الإنجليزية)